# Canillo közösség
Canillo az Andorrai Társhercegség legnagyobb közössége. Székhelye Canillo. Népessége 4663 fő (2005). Gondola köti össze Grandvalira síparadicsommal. Ordino, Encamp közösséggel, valamint Franciaországgal határos.
Települései: Soldeu, Bordes d'Envalira, El Tarter, Sant Pere, Ransol, Els Plans, El Vilar, l'Armiana, l'Aldosa, El Forn, Incles, Prats, Meritxell és Molleres.
A közösség székhelyén született Xavier Capdevila Romero síelő.

## Népessége
| Közösség: | Lakosság 2005. január 1. |
| Falu      | Lakosság 2005. január 1. |
| Canillo   | 4633                     |
| Canillo   | 1781                     |
| El Tarter | 1052                     |
| Soldeu    | 698                      |
| Incles    | 538                      |
| l'Aldosa  | 195                      |
| Ransol    | 159                      |
| Meritxell | 61                       |
| Els Plans | 58                       |
| El Forn   | 39                       |
| Prats     | 36                       |
| El Vilar  | 16                       |